# 新城氏
新城氏（しんしろし/しんしろうじ）は、畠山氏の四男・氏泰が、椚山館という新しい城を設け、「新城」と称したことによる。